# Casale Cremasco-Vidolasco
Casale Cremasco-Vidolasco – miejscowość i gmina we Włoszech, w regionie Lombardia, w prowincji Cremona.
Według danych na rok 2004 gminę zamieszkiwały 1544 osoby, 193 os./km².